# Trapani Calcio 2014-2015
Questa voce raccoglie le informazioni riguardanti il Trapani Calcio nelle competizioni ufficiali della stagione 2014-2015.

## Stagione

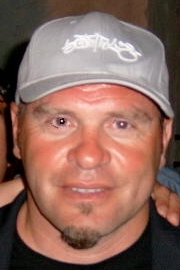
Serse Cosmi, allenatore del Trapani dall'11 marzo 2015.

Per il Trapani la stagione 2014-2015 è la seconda partecipazione a un campionato di Serie B, dopo l'esordio avvenuto la stagione precedente. La squadra del riconfermato Roberto Boscaglia affronta il ritiro estivo pre-stagionale a Tarvisio, in provincia di Udine, dal 14 luglio al 13 agosto. La seconda fase della preparazione si è tenuta a Trapani.
Il primo match ufficiale della stagione si disputa l'17 agosto al Provinciale per il secondo turno della Coppa Italia contro la Cremonese, terminato  (1-2) in favore dei lombardi che superano il turno. In campionato il Trapani parte bene, chiude il girone di andata con 30 punti in settima posizione, poi ha un calo di rendimento pericoloso. Il 9 marzo 2015, dopo la sconfitta (1-0) rimediata a Crotone, con il Trapani quint'ultimo con 34 punti, viene esonerato l'allenatore Boscaglia e al suo posto subentra Serse Cosmi, che porta la squadra all'undicesimo posto finale con 53 punti.

## Divise e sponsor
Il fornitore ufficiale di materiale tecnico per la stagione 2014-2015 è Macron, mentre lo sponsor di maglia è Ustica Lines.
| Casa | Trasferta | Terza maglia | Portiere | Portiere |

## Organigramma societario
Area direttiva
- Presidente: Vittorio Morace
- Direttore generale: Anne Marie Collart
- Vice Presidente: Fiammetta Morace
- Segretario generale: Marco Palmieri
- Responsabile Segreteria: Andrea Oddo

Area organizzativa
- Direttore sportivo: Daniele Faggiano
- Team manager: Donato Scibilia, Massimo Lo Monaco
- Magazziniere: Giancarlo Lentini

Area comunicazione
- Resp. comunicazione e Ufficio stampa: Cinzia Bizzi
- Ufficio stampa: Simona Licata, Giuseppe Favara
- Fotografo: Giovanni Pappalardo

Area tecnica
- Allenatore: Serse Cosmi
- Vice allenatore: Lorenzo Rubinacci
- Responsabile tecn. Settore giovanile: Mariano Gabriele
- Preparatore atletico: Mirco Spedicato
- Preparatore dei portieri: Antonello Brambilla

Area sanitaria
- Medico sociale: Giuseppe Mazzarella
- Massofisioterapista: Salvatore Scardina e Gianluca Chinnici

## Rosa
Rosa aggiornata al 16 gennaio 2015.
| N. |                     | Ruolo | Calciatore                 |
| -- | ------------------- | ----- | -------------------------- |
| 1  | Senegal (bandiera)  | P     | Lys Gomis                  |
| 2  | Italia (bandiera)   | D     | Alberto Rizzo              |
| 3  | Italia (bandiera)   | D     | Antonino Daì               |
| 4  | Italia (bandiera)   | D     | Luca Pagliarulo (capitano) |
| 5  | Italia (bandiera)   | C     | Matteo Scozzarella         |
| 6  | Italia (bandiera)   | C     | Enrico Zampa               |
| 7  | Italia (bandiera)   | C     | Simone Basso               |
| 8  | Italia (bandiera)   | A     | Andrea Raimondi            |
| 8  | Bulgaria (bandiera) | D     | Pavel Vidanov              |
| 9  | Italia (bandiera)   | A     | Giovanni Abate             |
| 10 | Italia (bandiera)   | A     | Antimo Iunco               |
| 11 | Italia (bandiera)   | A     | Matteo Mancosu             |
| 11 | Italia (bandiera)   | A     | Davis Curiale              |
| 12 | Italia (bandiera)   | P     | Riccardo Ferrara           |
| 13 | Italia (bandiera)   | D     | Mattia Caldara             |
| 14 | Italia (bandiera)   | C     | Maurizio Ciaramitaro       |
| 15 | Italia (bandiera)   | D     | Andrea Pastore             |

| N. |                                 | Ruolo | Calciatore         |
| -- | ------------------------------- | ----- | ------------------ |
| 15 | Italia (bandiera)               | D     | Romano Perticone   |
| 16 | Italia (bandiera)               | C     | Samuel Portovenero |
| 17 | Italia (bandiera)               | C     | Antonino Barillà   |
| 18 | Italia (bandiera)               | A     | Nicola Citro       |
| 19 | Italia (bandiera)               | D     | Daniele Martinelli |
| 20 | Italia (bandiera)               | A     | Filippo Falco      |
| 21 | Italia (bandiera)               | C     | Andrea Feola       |
| 22 | Romania (bandiera)              | P     | Richard Marcone    |
| 23 | Italia (bandiera)               | D     | Francesco Lo Bue   |
| 24 | Italia (bandiera)               | A     | Antonino Pitasi    |
| 25 | Italia (bandiera)               | A     | Cristiano Lombardi |
| 26 | Bosnia ed Erzegovina (bandiera) | A     | Enis Nadarević     |
| 27 | Italia (bandiera)               | C     | Dario Costa        |
| 28 | Italia (bandiera)               | C     | Mattia Aramu       |
| 29 | Italia (bandiera)               | D     | Simone Rizzato     |
| 31 | Svizzera (bandiera)             | A     | Cephas Malele      |
| 33 | Italia (bandiera)               | D     | Christian Terlizzi |

## Calciomercato

### Sessione estiva(dall'1/7 al 2/9)
| Acquisti         | Acquisti            | Acquisti        | Acquisti      |
| R.               | Nome                | a               | Modalità      |
| ---------------- | ------------------- | --------------- | ------------- |
| P                | Lys Gomis           | Torino          | Prestito      |
| D                | Mattia Aramu        | Torino          | Prestito      |
| D                | Mattia Caldara      | Atalanta        | Prestito      |
| D                | Andrea Pastore      | Pontedera       | Definitivo    |
| A                | Nicola Citro        | Real Marcianise | Definitivo    |
| C                | Antonino Barillà    | Reggina         | Definitivo    |
| C                | Enis Nadarević      | Genoa           | Prestito      |
| C                | Matteo Scozzarella  | Atalanta        | Prestito      |
| C                | Enrico Zampa        | Lazio           | Prestito      |
| A                | Filippo Falco       | Lecce           | Prestito      |
| A                | Cristiano Lombardi  | Lazio           | Prestito      |
| Altre operazioni |                     |                 |               |
| R.               | Nome                | da              | Modalità      |
| A                | Alessandro Romeo    | Viareggio       | Fine prestito |
| A                | Diego Vettraino     | L'Aquila        | Fine prestito |
| C                | Marcello Mancosu    | Pavia           | Fine prestito |
| C                | Giuseppe Vitale     | Sorrento        | Fine prestito |
| D                | Giacomo Corduas     | Juve Stabia     | Definitivo    |
| C                | Samuel Portovenero  | Messina         | -             |
| C                | Daniele Crimaldi    | Ischia          | Fine prestito |
| C                | Dario Costa         | Riviera Marmi   | Fine prestito |
| P                | Riccardo Ferrara    | Maceratese      | Fine prestito |
| A                | Pierantonio Sassano | Teramo          | Fine prestito |

| Partenze         | Partenze            | Partenze      | Partenze       |
| R.               | Nome                | a             | Modalità       |
| ---------------- | ------------------- | ------------- | -------------- |
| P                | Emanuele Nordi      | Alessandria   | Definitivo     |
| C                | Desiderio Garufo    | Novara        | Definitivo     |
| D                | Michele Ferri       | Pro Vercelli  | Fine contratto |
| C                | Giuseppe Pirrone    | Ascoli        | Definitivo     |
| C                | Cristian Caccetta   | Cosenza       | Fine contratto |
| D                | Giusto Priola       | Bassano       | Definitivo     |
| A                | Alessandro Romeo    | Pistoiese     | Definitivo     |
| C                | Mario Pacilli       | L'Aquila      | Fine contratto |
| A                | Abdallah Yaisien    | Bologna       | Fine prestito  |
| C                | Luca Nizzetto       | Modena        | Definitivo     |
| A                | Salvatore Gambino   | Grosseto      | Fine contratto |
| A                | Andrea Raimondi     | Venezia       | Definitivo     |
| Altre operazioni |                     |               |                |
| R.               | Nome                | da            | Modalità       |
| A                | Diego Vettraino     | Gubbio        | Prestito       |
| C                | Marcello Mancosu    | Gubbio        | Prestito       |
| C                | Giuseppe Vitale     | Tuttocuoio    | Prestito       |
| D                | Giacomo Corduas     | Santarcangelo | Prestito       |
| A                | Pierantonio Sassano | Cosenza       | Prestito       |
| P                | Emanuele Geria      | Martina       | Prestito       |
| P                | Gaetano Dolenti     | Sancataldese  | Fine contratto |

#### Altre operazioni
| Acquisti | Acquisti      | Acquisti       | Acquisti   |
| R.       | Nome          | da             | Modalità   |
| -------- | ------------- | -------------- | ---------- |
| D        | Pavel Vidanov | Zagłębie Lubin | Definitivo |

### Sessione invernale(dal 5/1 al 2/2)
| Acquisti         | Acquisti            | Acquisti      | Acquisti      |
| R.               | Nome                | da            | Modalità      |
| ---------------- | ------------------- | ------------- | ------------- |
| A                | Davis Curiale       | Frosinone     | Definitivo    |
| A                | Cephas Malele       | Palermo       | Prestito      |
| D                | Romano Perticone    | Novara        | Prestito      |
| Altre operazioni |                     |               |               |
| R.               | Nome                | da            | Modalità      |
| D                | Giacomo Corduas     | Santarcangelo | Fine prestito |
| P                | Emanuele Geria      | Martina       | Fine prestito |
| A                | Pierantonio Sassano | Cosenza       | Fine prestito |

| Partenze         | Partenze            | Partenze        | Partenze   |
| R.               | Nome                | a               | Modalità   |
| ---------------- | ------------------- | --------------- | ---------- |
| A                | Matteo Mancosu      | Bologna         | Definitivo |
| A                | Antimo Iunco        | Alessandria     | Definitivo |
| D                | Andrea Pastore      | Forlì           | Prestito   |
| Altre operazioni |                     |                 |            |
| R.               | Nome                | da              | Modalità   |
| D                | Alberto Rizzo       | Bologna         | Prestito   |
| D                | Giacomo Corduas     | Monza           | Prestito   |
| P                | Emanuele Geria      | Civitanovese    | Prestito   |
| A                | Pierantonio Sassano | Aversa Normanna | Prestito   |

## Risultati

### Serie B

#### Girone di andata
| Pescara 30 agosto 2014, ore 20:30 CEST 1ª giornata | Pescara         | 0 – 0 referto | Trapani | Stadio Adriatico-Giovanni Cornacchia (7.386 spett.)\| Arbitro: \| Chiffi (Padova) \| |
| Arbitro:                                           | Chiffi (Padova) |               |         |                                                                                      |

| Arbitro: | La Penna (Roma) |

|                            |           |           |
| Terlizzi 4’ Pagliarulo 85’ | Marcatori | 60’ Cocco |

| Arbitro: | Pezzuto (Lecce) |

|                                     |           |             |
| M. Mancosu 40’ Valentini 80’ (aut.) | Marcatori | 24’ Coralli |

| Arbitro: | Aureliano (Bologna) |

|                            |           |                           |
| Gagliolo 16’ Di Gaudio 20’ | Marcatori | 30’ Barillà 46’ Nadarević |

| Arbitro: | Sacchi (Macerata) |

|                                    |           |                    |
| M. Mancosu 66’ (rig.) G. Abate 86’ | Marcatori | 37’, 73’ Sansovini |

| Arbitro: | Baracani (Firenze) |

|                                                                      |           |                                     |
| Rea 7’ Neto Pereira 23’ Lupoli 41’ (rig.) Capezzi 45+3’ Barberis 80’ | Marcatori | 58’ (rig.) M. Mancosu 66’ Nadarevic |

| Arbitro: | Minelli (Varese) |

|                       |           |  |
| M. Mancosu 60’ (rig.) | Marcatori |  |

| Arbitro: | Merchiori (Ferrara) |

|                                                                |           |  |
| Siligardi 10’, 79’ Cutolo 16’ (rig.), 23’ Vantaggiato 48’, 56’ | Marcatori |  |

| Arbitro: | Ros (Pordenone) |

|                                     |           |                 |
| Ciaramitaro 29’, 61’ M. Mancosu 77’ | Marcatori | 48’ Torregrossa |

| Arbitro: | Maresca (Napoli) |

|              |           |                                      |
| Ceravolo 20’ | Marcatori | 39’ (rig.) M. Mancosu 78’ Pagliarulo |

| Arbitro: | Baracani (Firenze) |

|                                |           |               |
| Terlizzi 28’ (aut.) Laribi 63’ | Marcatori | 5’ M. Mancosu |

| Arbitro: | Candussio (Cervignano) |

|                                        |           |                     |
| G. Abate 59’ Ciaramitaro 71’ Aramu 75’ | Marcatori | 8’ Sestu 64’ Benali |

| Arbitro: | Ghersini (Genova) |

|                                    |           |                       |
| Gucher 43’ Curiale 53’, 78’, 90+1’ | Marcatori | 61’ (rig.) M. Mancosu |

| Arbitro: | Pasqua (Tivoli) |

|                       |           |               |
| G. Abate 9’ Basso 19’ | Marcatori | 46’, 76’ Leto |

| Arbitro: | Aureliano (Bologna) |

|                              |           |                       |
| Galano 32’ Caputo 67’ (rig.) | Marcatori | 81’ (rig.) M. Mancosu |

| Arbitro: | Di Paolo (Avezzano) |

|                                               |           |                                   |
| Barillà 84’ Nadarevic 87’ Terlizzi 97’ (rig.) | Marcatori | 68’ (rig.) Catellani 93’ Brezovec |

| Arbitro: | Nasca (Bari) |

|                |           |                                 |
| Thiam 36’, 39’ | Marcatori | 6’ (aut.) Ferrario 74’ Terlizzi |

| Arbitro: | Candussio (Cervignano del Friuli) |

|                       |           |                                     |
| Vidanov 16’ Basso 41’ | Marcatori | 48’ Goldaniga 79’ (rig.) Falcinelli |

| Arbitro: | Mariani (Aprilia) |

|                            |           |           |
| Nardini 76’ N. Ferrari 88’ | Marcatori | 17’ Falco |

| Arbitro: | Gavillucci (Latina) |

|                                      |           |                |
| G. Abate 44’, 77’, 84’ Nadarevic 65’ | Marcatori | 6’ L. Castaldo |

| Arbitro: | Chiffi (Padova) |

|            |           |  |
| Marchi 30’ | Marcatori |  |

#### Girone di ritorno
| Arbitro: | Sacchi (Macerata) |

|                          |           |                                              |
| Basso 18’ M. Mancosu 46’ | Marcatori | 12’, 34’ Pasquato 54’ Politano 61’ Bjarnason |

| Arbitro: | Pairetto (Nichelino) |

|                                               |           |  |
| N. Brighenti 7’ D. Di Gennaro 41’ Moretti 81’ | Marcatori |  |

| Arbitro: | Ros (Pordenone) |

|                    |           |  |
| Coralli 42’ (rig.) | Marcatori |  |

| Erice 6 febbraio 2015, ore 20.30 CEST 25ª giornata | Trapani           | 0 – 0 referto | Carpi | Polisportivo Provinciale (4.339 spett.)\| Arbitro: \| Mariani (Aprilia) \| |
| Arbitro:                                           | Mariani (Aprilia) |               |       |                                                                            |

| Arbitro: | Manganiello (Pinerolo) |

|            |           |              |
| Cutolo 51’ | Marcatori | 25’ G. Abate |

| Erice 21 febbraio 2015, ore 15.00 CEST 27ª giornata | Trapani      | 0 – 0 referto | Varese | Polisportivo Provinciale (3.894 spett.)\| Arbitro: \| Nasca (Bari) \| |
| Arbitro:                                            | Nasca (Bari) |               |        |                                                                       |

| Arbitro: | Fabbri (Ravenna) |

|                      |           |  |
| Viviani 90+1’ (rig.) | Marcatori |  |

| Erice 3 marzo 2015, ore 20.30 CEST 29ª giornata | Trapani              | 0 – 0 referto | Livorno | Polisportivo Provinciale (4.732 spett.)\| Arbitro: \| Pairetto (Nichelino) \| |
| Arbitro:                                        | Pairetto (Nichelino) |               |         |                                                                               |

| Arbitro: | Roca (Foggia) |

|                 |           |  |
| Torregrossa 70’ | Marcatori |  |

| Arbitro: | Ripa (Nocera Inferiore) |

|                                        |           |                          |
| Aramu 7’ Curiale 10’, 74’ G. Abate 38’ | Marcatori | 14’ Ceravolo 20’ Božinov |

| Erice 21 marzo 2015, ore 15.00 CET 32ª giornata | Trapani            | 0 – 0 referto | Bologna | Polisportivo Provinciale (6.490 spett.)\| Arbitro: \| Baracani (Firenze) \| |
| Arbitro:                                        | Baracani (Firenze) |               |         |                                                                             |

| Arbitro: | Maresca (Napoli) |

|             |           |             |
| Sodinha 61’ | Marcatori | 74’ Barillà |

| Arbitro: | Abbattista (Molfetta) |

|                                          |           |                |
| Falco 7’ Barillà 61’ Terlizzi 82’ (rig.) | Marcatori | 57’ M. Ciofani |

| Arbitro: | Gavillucci (Latina) |

|                                                   |           |                    |
| Schiavi 49’, 90+1’ Terlizzi 52’ (aut.) Castro 62’ | Marcatori | 9’ (rig.) Terlizzi |

| Arbitro: | Pinzani (Empoli) |

|                   |           |            |
| Scozzarella 90+4’ | Marcatori | 84’ Caputo |

| Arbitro: | Minelli (Varese) |

|                                      |           |  |
| Catellani 17’ (rig.), 71’ Kvržić 34’ | Marcatori |  |

| Arbitro: | Aureliano (Bologna) |

|            |           |  |
| Barillà 3’ | Marcatori |  |

| Arbitro: | Merchiori (Ferrara) |

|                      |           |  |
| Falcinelli 4’ (rig.) | Marcatori |  |

| Arbitro: | Mariani (Aprilia) |

|                                             |           |  |
| Ciaramitaro 20’ Curiale 28’ Scozzarella 77’ | Marcatori |  |

| Arbitro: | Pezzuto (Lecce) |

|            |           |               |
| Sbaffo 55’ | Marcatori | 90+6’ Caldara |

| Arbitro: | Roca (Foggia) |

|                        |           |             |
| Curiale 4’ Caldara 48’ | Marcatori | 70’ Beretta |

### Coppa Italia

#### Turni preliminari (Secondo turno)
| Arbitro: | Mariani (Aprilia) |

|               |           |                          |
| Barillà 90+5’ | Marcatori | 1’ Kirilov 42’ Brighenti |

## Statistiche

### Andamento in campionato
| Giornata  | 1  | 2 | 3 | 4 | 5 | 6 | 7 | 8  | 9 | 10 | 11 | 12 | 13 | 14 | 15 | 16 | 17 | 18 | 19 | 20 | 21 | 22 | 23 | 24 | 25 | 26 | 27 | 28 | 29 | 30 | 31 | 32 | 33 | 34 | 35 | 36 | 37 | 38 | 39 | 40 | 41 | 42 |
| --------- | -- | - | - | - | - | - | - | -- | - | -- | -- | -- | -- | -- | -- | -- | -- | -- | -- | -- | -- | -- | -- | -- | -- | -- | -- | -- | -- | -- | -- | -- | -- | -- | -- | -- | -- | -- | -- | -- | -- | -- |
| Luogo     | T  | C | C | T | C | T | C | T  | C | T  | T  | C  | T  | C  | T  | C  | T  | C  | T  | C  | T  | C  | T  | T  | C  | T  | C  | T  | C  | T  | C  | C  | T  | C  | T  | C  | T  | C  | T  | C  | T  | C  |
| Risultato | N  | V | V | N | N | P | V | P  | V | V  | P  | V  | P  | N  | P  | V  | N  | N  | P  | V  | P  | P  | P  | P  | N  | N  | N  | P  | N  | P  | V  | N  | N  | V  | P  | N  | P  | V  | P  | V  | N  | V  |
| Posizione | 13 | 7 | 3 | 3 | 4 | 9 | 4 | 10 | 8 | 4  | 6  | 5  | 8  | 8  | 9  | 7  | 6  | 7  | 9  | 7  | 9  | 10 | 13 | 15 | 12 | 13 | 14 | 15 | 16 | 18 | 14 | 16 | 15 | 12 | 14 | 14 | 15 | 14 | 15 | 13 | 11 | 11 |

Legenda:

Luogo: C = Casa; T = Trasferta. Risultato: V = Vittoria; N = Pareggio; P = Sconfitta.

### Statistiche di squadra
| Competizione | Punti | In casa | In casa | In casa | In casa | In casa | In casa | In trasferta | In trasferta | In trasferta | In trasferta | In trasferta | In trasferta | Totale | Totale | Totale | Totale | Totale | Totale | DR  |
| Competizione | Punti | G       | V       | N       | P       | Gf      | Gs      | G            | V            | N            | P            | Gf           | Gs           | G      | V      | N      | P      | Gf     | Gs     | DR  |
| ------------ | ----- | ------- | ------- | ------- | ------- | ------- | ------- | ------------ | ------------ | ------------ | ------------ | ------------ | ------------ | ------ | ------ | ------ | ------ | ------ | ------ | --- |
| Serie B      | 53    | 21      | 12      | 8       | 1       | 40      | 23      | 21           | 1            | 6            | 14           | 16           | 44           | 42     | 13     | 14     | 15     | 56     | 67     | -11 |
| Coppa Italia | -     | 1       | 0       | 0       | 1       | 1       | 2       | 0            | 0            | 0            | 0            | 0            | 0            | 1      | 0      | 0      | 1      | 1      | 2      | -1  |
| Totale       | 53    | 22      | 12      | 8       | 2       | 41      | 25      | 21           | 1            | 6            | 14           | 16           | 44           | 43     | 13     | 14     | 16     | 57     | 69     | -12 |

## Settore Giovanile

### Organigramma societario
Area direttiva
- Responsabile tecnico Settore giovanile: Alessandro Birindelli
- Segretario Settore Giovanile: Giuseppe D'Aguanno

Area tecnica
- Allenatore Primavera: Luigi Garzya
- Allenatore Allievi Nazionali: Giacomo Filippi
- Allenatore Giovanissimi Nazionali: Giuseppe Culcasi

Area sanitaria
- Medico Sociale: Antonino Tartamella

### Piazzamenti
- Primavera
  - Campionato: 11º posto nel girone A
  - Coppa Italia: Primo turno eliminatorio